# Kality (rejon postawski)
Kality (biał. Каліты; ros. Калиты) – wieś na Białorusi, w obwodzie witebskim, w rejonie postawskim, w sielsowiecie Duniłowicze.

## Historia
W czasach zaborów w granicach Imperium Rosyjskiego.
W dwudziestoleciu międzywojennym wieś leżała w Polsce, w województwie wileńskim, w powiecie duniłowickim (od 1926 postawskim), w gminie Duniłowicze.
Według Powszechnego Spisu Ludności z 1921 roku zamieszkiwało tu 218 osób, 196 było wyznania rzymskokatolickiego a 22 prawosławnego. Jednocześnie 190 mieszkańców zadeklarowało polską przynależność narodową a 28 białoruską. Były tu 33 budynki mieszkalne. W 1931 w 39 domach zamieszkiwało 192 osoby.
Miejscowość należała do parafii rzymskokatolickiej i prawosławnej w Duniłowiczach. Podlegała pod Sąd Grodzki w Duniłowiczach i Okręgowy w Wilnie; właściwy urząd pocztowy mieścił się w Duniłowiczach.
W 1938 roku wieś należała do gromady Kality gminy Duniłowicze.